# 大腿直筋
大腿直筋（だいたいちょっきん、英語: rectus femoris muscle）は、人間の大腿骨を起始とする筋肉で股関節の屈曲や膝関節の伸展を行う。
下前腸骨棘から起こり、膝蓋骨の上縁中央から膝蓋靭帯をへて脛骨粗面に停止する。外側広筋、内側広筋、中間広筋と一緒に大腿四頭筋を構成している。